# Daniele Franco
Daniele Franco (ur. 7 czerwca 1953 w Trichianie) – włoski ekonomista i urzędnik państwowy, dyrektor generalny Banku Włoch, w latach 2021–2022 minister gospodarki i finansów.

## Życiorys
W 1977 ukończył nauki polityczne na Uniwersytecie Padewskim. Uzyskał magisterium z organizacji biznesu w Consorzio Universitario di Organizzazione Aziendale di Padova (1978) oraz z ekonomii na University of York (1979). W latach 1979–1994 pracował w departamencie badań Banku Włoch. Następnie do 1997 był doradcą w Dyrekcji Generalnej ds. Gospodarczych i Finansowych w strukturze Komisji Europejskiej. Powrócił potem do włoskiego banku centralnego, obejmując w nim różne stanowiska kierownicze. W latach 2013–2019 kierował departamentem rachunkowym (Ragioneria generale dello Stato) w ministerstwie gospodarki i finansów. Zajął się także działalnością dydaktyczną jako wykładowca uniwersytecki m.in. w Bergamo i Mediolanie. Autor publikacji książkowych dotyczących wydatków publicznych, systemów zabezpieczenia społecznego i europejskich przepisów podatkowych.
Od maja do grudnia 2019 był zastępcą dyrektora generalnego Banku Włoch. W styczniu 2020 został dyrektorem generalnym tej instytucji, a także prezesem IVASS, państwowego instytutu do spraw nadzoru ubezpieczeniowego. W lutym 2021 objął stanowisko ministra gospodarki i finansów w rządzie Maria Draghiego. Funkcję tę pełnił do października 2022.